# Exocentrus nevillei
Exocentrus nevillei är en skalbaggsart som beskrevs av Stefan von Breuning 1971. Exocentrus nevillei ingår i släktet Exocentrus och familjen långhorningar.
Artens utbredningsområde är Zimbabwe. Inga underarter finns listade i Catalogue of Life.